# ジャイヴ・レコード
ジャイヴ・レコード（Jive Records）は、アメリカ・ニューヨークを拠点とするソニー・ミュージックエンタテインメント傘下のレコードレーベル。運営はゾンバ・レーベル・グループ。1980年代のヒップ・ホップやラップアーティスト、1990年代のティーン・ポップやボーイ・バンドでの立て続けのヒットで成功したことで知られる。名称「ジャイヴ（Jive）」は、南アフリカのダンス・音楽のスタイルから名付けられた。2002年までは独立レーベルとして活動。2002年にベルテルスマン・ミュージック・グループが27.4億ドルでゾンバの残り分を買収。ディストリビューション系メジャー・レーベルが独立系レーベルを買収する額としては当時の史上最高額となった。

## 歴史

### 初期
ジャイヴの親会社・ゾンバは、1970年代半ばに音楽出版社マネジメント会社としてロンドンのウィルスデン通りに設立された。最初のクライアントはマット・ラング。共同設立者のラルフ・シモンとクライヴ・カルダーの2人は、所属アーティストや所属プロデューサーは他の音楽レーベルから作品をリリース
させ、会社は音楽レーベル業から距離を置きたいと当初考えていた。しかし、その後の1970年代にゾンバはアメリカにオフィスを構え、そこでアリスタ・レコードのクライヴ・デイヴィスとビジネス関係を持ったカルダーは、ゾンバに所属するアーティストの作品をリリースし始めることになる。

### 80年代 ヒップホップとラップ
1981年にカルダーとシモンがジャイヴ・レコードを設立。北米市場でロックバンドのプロモーションに頭を悩ませていたデイヴィスは、ジャイヴ・レコードがマット・ラングとのコネを利用すれば成果をあげるだろうと考え、ジャイヴ・レコードの初期の所属アーティストにタイト・フィットやフロック・オブ・シーガルス、ビリー・オーシャン、サマンサ・フォックスらが名を連ねた。しかし、それはカルダーが思い描いていたジャイヴ・レコードの姿ではなかった。その後カルダーは、当時地元のカレッジを卒業したばかりでヒップホップシーンに精通していたバリー・ワイスをスカウトし、タッグを組んでアーティストの育成に尽力。ヒップホップグループのフーディニをデビューさせた。ジャイヴは1987年にアリスタ・レコードとのディストリビューション契約を解除し、当時ヒップホップに否定的だったデイヴィスの支配から解放された。1980年代の終盤にはトゥー・ショートやスクーリーDなど、大勢のヒップホップ・アーティストたちと契約。フーディニやDJ・ジャジー・ジェフ&ザ・フレッシュ・プリンス、E-40、ア・トライブ・コールド・クエスト、KRS-One、R&BアーティストのアリーヤやR・ケリーなどの活躍で、1990年代前半になるとヒップホップ・シーンの一大レーベルに成長していた。

### 90年代 ポップス
1990年代半ばから後半になると、ジャイヴはバックストリート・ボーイズやイン・シンク、ブリトニー・スピアーズなどのポップス・アーティストと契約。それまで好評だったヒップホップ路線からの大きな転換だったが、2000年代を迎えると契約したアーティストは大成功を収め、レーベルの歴史における3大ベストセラーとなった。バリー・ワイスは1991年にCEOとジャイヴ・レコードの代表に就任した。

## ディスコグラフィ
- ジャイヴ・レコードのディスコグラフィ

## 主な所属アーティスト
| - アリーヤ - バックストリートボーイズ - ブレット・フォー・マイ・ヴァレンタイン - ブギ・ダウン・プロダクションズ - ブリトニー・スピアーズ - バディ・ガイ - クリス・ブラウン - DJ・ジャジー・ジェフ&ザ・フレッシュ・プリンス - アンソニー・ハミルトン - Hi-Five - インセイン・クラウン・ポッシー - ジャズミン・サリヴァン - ケリス - R・ケリー - キッド・ロック - クール・モー・ディー | - KRS・ワン - モブ・ディープ - ミスティカル - マイア - ミゲル - 'N Sync - ビリー・オーシャン - ソウルズ・オブ・ミスチーフ - ジャスティン・ティンバーレイク - ア・トライブ・コールド・クエスト - T-ペイン - 2パック - アッシャー |